# Enno I della Frisia orientale
Enno I della Frisia orientale (1º giugno 1460 – Friedburg, 19 febbraio 1491) fu conte della Frisia Orientale dal 1466 alla morte, in associazione con la madre Theda Ukena.

## Biografia
Enno I era il figlio primogenito di Ulrico I della Frisia orientale e di sua moglie, la nobile Theda Ukena.
Enno dimostrò sin dalla gioventù poca propensione alle faccende di governo, e per questo quando succedette al trono paterno alla morte di Ulrico I, fu la madre Theda a tenere le redini dello Stato. Enno prese parte a un pellegrinaggio in Terra santa e ricevette l'investitura cavalleresca a Gerusalemme.
Durante la sua assenza dalla contea, sua sorella Almut si innamorò del nobile Engelmann von Horstell, signore di Friedeburg. I due avevano progettato di sposarsi ma incontrarono l'opposizione di Theda. Ad ogni modo Almut fuggì a Friedeburg portando con sé gran parte dei gioielli di famiglia. Quando Enno fece ritorno in Frisia orientale, la madre non lo informò dell'accaduto ed egli iniziò a pensare che la sorella fosse stata rapita e si mise personalmente alla ricerca della congiunta scomparsa. Sfortunatamente si era nel periodo invernale e nell'attraversamento di un lago una lastra di ghiaccio si ruppe ed Enno vi sprofondò all'interno con tutta l'armatura annegando.